# キックセラ亜門
キックセラ亜門 Kickxellomycotina とは、菌界に含まれる分類群の一つ。21世紀になって認められた群であり、特殊なカビと昆虫などの腸内寄生菌を含む。

## 概説
この亜門に所属しているのは、いずれもかつては接合菌門に含まれていたものだが、経歴としては二つの群に分けられる。
一つはディマルガリス目とキックセラ目のもので、これらはかつて接合菌綱ケカビ目に所属させ、後に同綱の中で独立目とされた。いずれも土壌や動物の糞などから発見され、よく発達した菌糸体を形成し、立ち上がった胞子柄の上に特殊な胞子を作る。
もう一つはハルペラ目とアセラリア目のもので、これらは接合菌門の下のもう一つの綱であったトリコミケス綱に含めたものである。これらはすべて昆虫など小型節足動物の腸内に生育し、限定的な菌体を発達させる。
これらはその一部で近縁関係が想定されたものもあるが、主として分子系統の情報に基づいてこのような一つの亜門にまとめられたものである。なお、かつてこの両群が所属していた接合菌門は解体され、その多くがこの群同様にケカビ亜門、ハエカビ亜門など、門の所属を明らかにしないままに亜門扱いとされている。それについては菌界、接合菌門などを参照のこと
。

## 特徴
上記のように含まれる群の性質に違いが大きく、すべてに共通する特徴をあげるのは困難である。唯一あげうるとすれば、菌体が最初から規則的に隔壁で区切られていることである。これは子嚢菌や担子菌ではふつうだが、接合菌にまとめられてきた群の中では多くない特徴である。さらに、その隔壁の中央に隔壁孔があり、プラグを含む盤状の構造があることも共通しており、この点では以前からこの群の類縁関係が主張された。
それ以外の特徴は上記の二群でそれぞれある程度共通点が見られる。ディマルガリス目とキックセラ目のものは規則的に隔壁を持つ菌糸を基質にのばし、一般的な培地で培養できる。栄養的にはキックセラ目のものはほぼ腐生、ディマルガリス目のものは主にケカビ目のカビに対して吸器を使って寄生するが、培地上でも生育する条件的寄生菌である。無性胞子は立ち上がった菌糸の枝の上に、ある程度まとまった形で作られる。いずれも分節胞子嚢であるが、前者では2胞子、後者では単胞子と、特殊化している。有性生殖は特に分化しない菌糸の接合により、そこにほぼ球形の接合胞子嚢を作り、内部には単独の接合胞子を生じる。
ハルペラ目とアセラリア目のものは糸状菌ではなく、限定的な菌体のみを形成する。菌体は短くて単一の糸状か、多少の分枝を持ち、基部には宿主の腸壁に固着するための構造（ホールドファスト）がある。すべて節足動物の腸内に生育し、昆虫や多足類、甲殻類などが宿主となる。栄養的にはよくわかっておらず、寄生とも共生とも言われる。少なくとも宿主との接触点である菌体基部は付着しているだけである。純粋培養は出来ていない。無性生殖はハルペラ目では菌体から側面に出る胞子で、アセラリア目では菌体が分断して生じる分節胞子による。有性生殖はハルペラ目で知られ、菌体の接合の後、その側面に出芽するように接合胞子嚢が出来る。

## 経過
上記のようにキックセラ目とディマルガリス目は、かつてはいずれもケカビ目に所属させた。その際には規則的な隔壁があること、特に前者では胞子の様子が分生子に見えることから、むしろ不完全菌との判断もあったが、接合胞子嚢が発見されたことで接合菌と判断された。その後に無性胞子が分節胞子嚢であるとの判断も出た。独立の目が認められたのもその頃である。
ハルペラ目とアセラリア目は、生態的にも外見的にも共通点が見られたアメビディウム目とエクリナ目とともにトリコミケス綱にまとめられた。これが接合菌門に含められたのは、唯一有性生殖が発見されたハルペラ目のそれが接合胞子嚢だったためである。しかしこれらの研究が進むにつれ、この綱が多系群ではないかと言われるようになった。その中で上記二目については隔壁の微細構造などから近縁だとの判断があった。
この二群を結びつけたのは隔壁の構造と胞子形成である。
Moss & Young は隔壁孔の構造の特異性、無性胞子の基本的構造の共通性など多くの点を上げてこれらの類縁性を主張した。キックセラ科のものの無性胞子は偽フィアライドと呼ばれる母細胞から出芽するようにして形成される分節胞子嚢である。これに対してハルペラのそれは菌体側面の側面から突出した突起の上に生じ、胞子の一端には糸状の突起がある。この胞子をトリコスポアと呼び、この類に特有のものである。それに対して、キックセラ科のものの場合、分節胞子嚢の基部にある偽フィアライドには labyrinthiform organelle と呼ばれる構造があることが知られており、これがトリコスポアの糸状突起に相当すると指摘した。
彼の主張はトリコミケス綱２目とキックセラ科の近縁性についてであり、ディマルガリス科のものはこれらとまとめられないと判断した。だがケカビ目の中での研究では両者の共通性は主張されていた。後に分子系統の情報から、ハルペラ目とキックセラ目・ディマルガリス目の単系統性が認められた。アセラリア目については分子系統に関する情報が得られていないので、上記のような隔壁の微細構造などに基づく近縁性の主張に基づいてこの位置に置かれた。

## 新たな展開
上記のようにこの亜門にはケカビ綱から来た2目とトリコミケス綱から来た2目との間に大きな乖離があった。かたや菌糸体を発達させ、胞子形成菌糸を直立させ、特殊化した分節胞子嚢をそれぞれ特殊な姿で展開する糸状菌であり、他方は昆虫など節足動物の腸内に生息し、ごく限定的な菌体を発達させるだけの微小な菌であり、両者がどのようにつながり得るかは想定しがたかった。
しかしそれらを繋ぐ存在かもしれないものが発見されつつあるらしい。出川洋介がそのような菌類を発見したことを発表した。これは元々は土壌などから発見されていたもので、立ち上がる菌糸の先端に数個のスポロクラディア(キクセラ目独特の胞子形成部分)を作り、その周囲を囲むように多数の附属枝が出る、というものであったが、胞子からの分離培養には成功していなかった。しかし、これがカマドウマの糞から出ることが判明したことから研究が進み、分離培養にも成功し、その生活環もある程度判明した。それによると、スポロクラディア上に形成された胞子はカマドウマの前胃で発芽し、そこで胞子がそのまま伸びたような単純な菌体となる。その菌体は分節して遊離細胞を放出し、それが糞塊と共に体外に出るとそこで菌糸を伸ばし、糸状菌の姿となって胞子形成を行う。つまり、この菌はその生活環の中に昆虫腸内で簡素な菌体でいるトリコミケス的な期間と、糞の上に胞子嚢柄を伸ばしてスポロクラディアを生じるキックセラ目的な期間があり、そのそれぞれの相で異なった胞子を形成する、ということである。出川はこれをキクセラ目のものと判断している。正式発表はなされていないが、同様なものが複数種存在し、更に似たものがカマドウマ以外の昆虫からも発見されつつあるという。

## 分類体系
以下にHibbert et al.(2007)のものを示す。この体系ではこの類については門を定めず、また綱も設定していない。
- Kickxellomycotina：キックセラ亜門
  - Kickxellales：キックセラ目
  - Dimargaritales：ディマルガリス目
  - Harpellales：ハルペラ目
  - Asellariales：アセラリア目

Reynolds et al.(2023) では、まず本亜門がハエカビ亜門 Entomophthoromycotina、トリモチカビ亜門 Zoopagomycotina と共に Zoopagomycota （トリモチカビ門？）に纏められ、更に亜門の中では以下の目が認められている。
- ディマルガリス目
- 従来はキックセラ目に纏められていたもの
  - キックセラ目 Kickxellales
  - Ramicandelaberales
  - Spiromycetales
- トリコミケス類に類するもの
  - アセラリア目 Asellariales
  - ハルペラ目 Harpellales
  - Barbatosporales
  - Orphellaler

系統的には従来キックセラ目であったものもトリコミケス類とされたものも単系統ではないことが示されており、またもっとも規定から分岐したのがディマルガリス目のものであるとされている。